# 1977 în jocuri video
Acest articol prezintă evenimente importante legate de jocuri video din anul 1977. Vezi și istoria jocurilor video.

## Evenimente
În 1977 au apărut continuări ca Super Speed Race sau Datsun 280 ZZZAP, dar și titluri noi, de exemplu Space Wars, Zork sau Air. Cele mai bine vândute jocuri arcade ale anului au fost  F-1 și Speed Race DX în Japonia, Sea Wolf și Sprint 2 în Statele Unite. Cel mai bine vândut sistem de jocuri pentru acasă a fost Color TV-Game, creat de Nintendo, care s-a vândut doar în Japonia.

### Lansări importante
Space Wars
Space Wars a fost lansat de Cinematronics. Acesta a fost primul joc arcade care a folosit grafică vectorială.
Jocul era cronometrat. Doi jucători controlau nave diferite. Un buton rotea nava spre stânga, altul a o rotea spre dreapta, unul activa propulsoarele, unul trăgea un proiectil și unul intra în hiperspațiu, ceea ce făcea ca nava să dispară și să reapară în altă parte pe câmpul de joc, într-un loc aleatoriu. Jocul oferea o serie de opțiuni de joc, de exemplu alegerea prezenței sau absenței unei stele în mijlocul câmpului de joc (aceasta exercita o atracție gravitațională pozitivă sau negativă) sau alegerea dacă proiectilele ricoșau sau nu.
Zork
Zork este un joc de aventură bazat pe comenzi de tip text, lansat pentru prima dată în 1977 de Tim Anderson, Marc Blank, Bruce Daniels și Dave Lebling pentru computerul mainframe PDP-10. Jocul a fost creat la MIT, creatorii având ca inspirație jocul Colossal Cave Adventure. Aceștia au vrut să programeze un joc mai complex care să poată înțelege comenzi mai complicate. Spre deosebire de Colossal Cave Adventure, care putea înțelege doar comenzi formate din două cuvinte, Zork putea procesa propoziții lungi și detaliate.

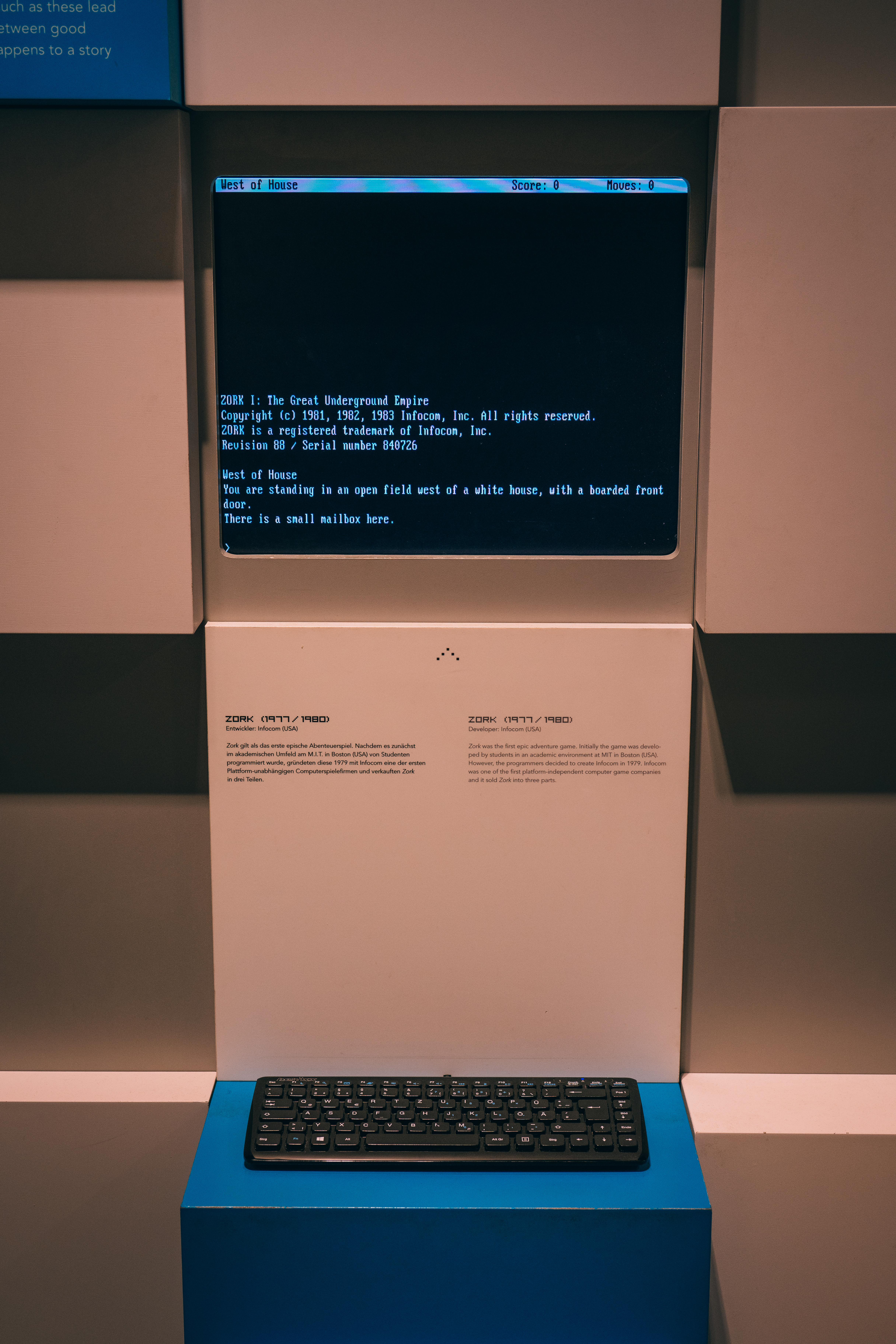
Jocul Zork la un muzeu din Berlin.

În Zork, jucătorul explorează Marele Imperiu subteran abandonat, în căutare de comori. Jucătorul se poate deplasa între sutele de locații ale jocului și poate interacționa cu diferite obiecte, introducând comenzi în limbaj natural pe care jocul le interpretează.  
Air-Sea Battle
Air-Sea Battle a fost unul dintre cele nouă titluri Atari 2600 care au fost lansate odată cu sistemul în 1977. În cele mai multe versiuni ale jocurilor din Air-Sea Battle, jucătorul controlează o armă care este montată în partea de jos a ecranului și trebuie să tragă în țintele care trec pe deasupra. În alte versiuni, jucătorul poate fi un bombardier care trage în jos asupra navelor sau un submarin care lansează rachete asupra avioanelor. Timp de două minute și șaisprezece secunde, jucătorul trebuie să încerce să înscrie cât mai multe lovituri. În cazul în care un al doilea jucător nu este disponibil, jucătorul poate concura împotriva computerului, care trage la o rată constantă. Dificultatea poate fi setată înainte de începerea jocului. Odată cu creșterea dificultății, proiectilul jucătorului se micșorează, făcând tragerea în inamic mai grea. 

### Console de jocuri
Color TV Game 6
Color TV-Game 6 a fost primul sistem de jocuri din seria Color TV-Game. Acesta a fost lansat doar în Japonia în 1977 și conținea un singur joc, Light Tennis, care era foarte asemănător cu Pong. Jocul conținea 6 moduri diferite de a juca pong, cum ar fi cel clasic sau cel cu obstacole. În Japonia, Color TV-Game 6 s-a vândut în peste un milion de exemplare și a avut suficient succes pentru a motiva Nintendo să lanseze un alt sistem de joc din aceeași serie, intitulat Color TV-Game 15.
Atari 2600

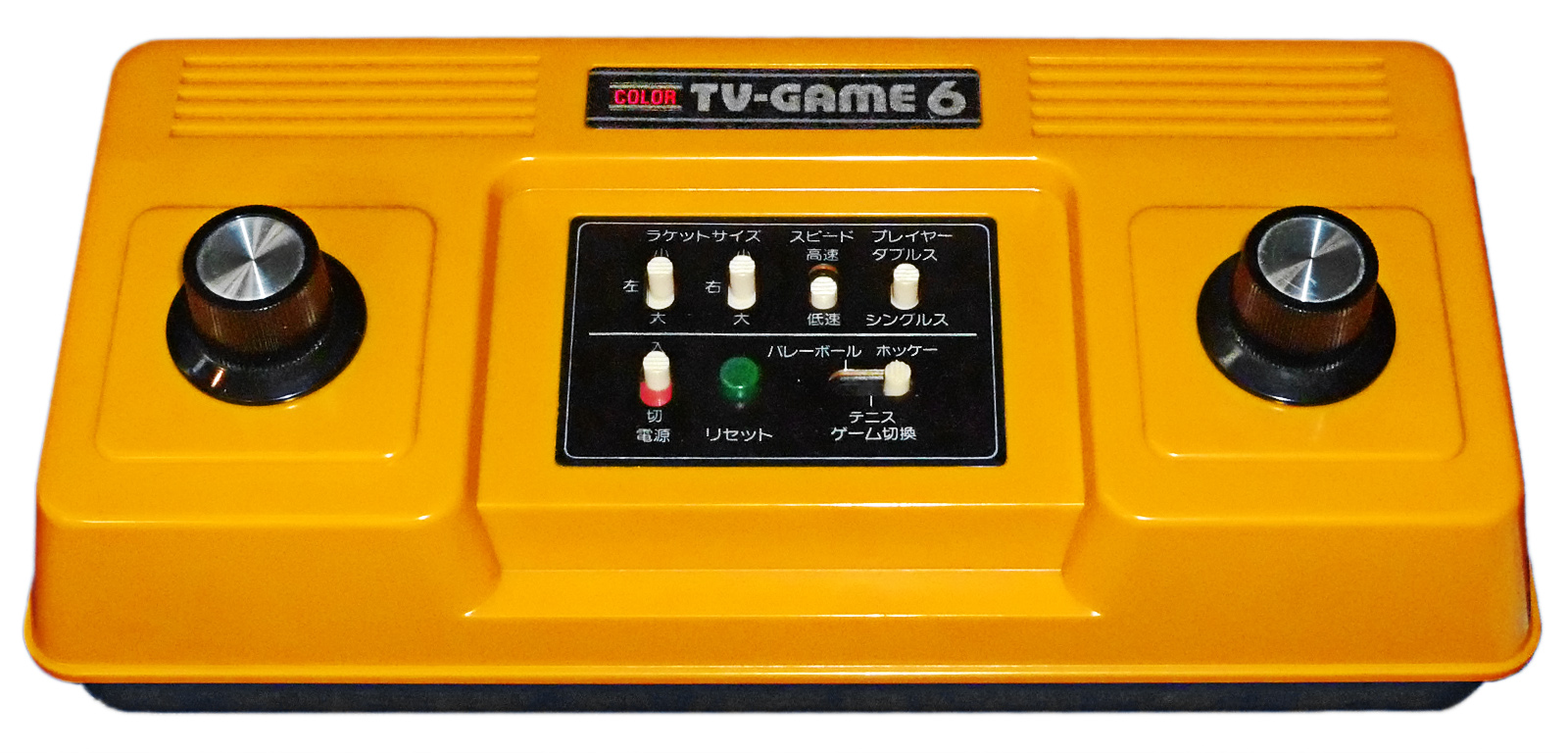
Consola Color TV Game 6

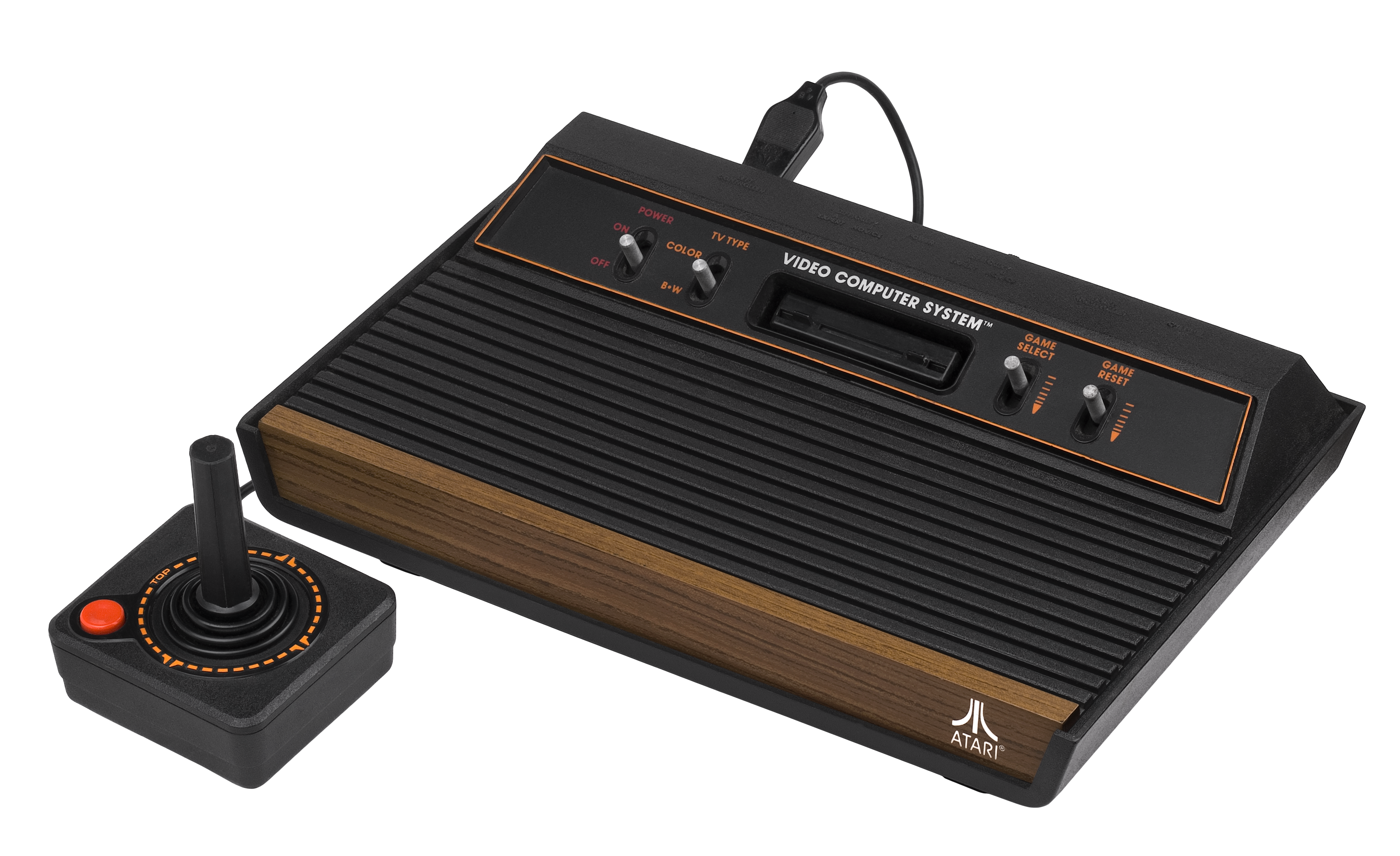
Consola Atari 2600

Atari 2600 este o consolă de jocuri video pentru acasă dezvoltată și produsă de Atari, Inc. Lansată în septembrie 1977, aceasta a popularizat hardware-ul bazat pe microprocesor și jocurile stocate pe cartușe ROM interschimbabile. În timp ce Atari își proiecta consola, aceasta a primit numele de cod Stella. Când a fost lansată în 1977, a fost numită Video Computer System (VCS).  Nu s-a numit Atari 2600 până la lansarea Atari 5200, în 1982. 
Pachetul inițial cuprindea două controlere joystick, o pereche de controlere de tip Paddle, și un cartuș, inițial cu jocul Combat, care a fost schimbat în Pac-Man, mai târziu.

Telstar

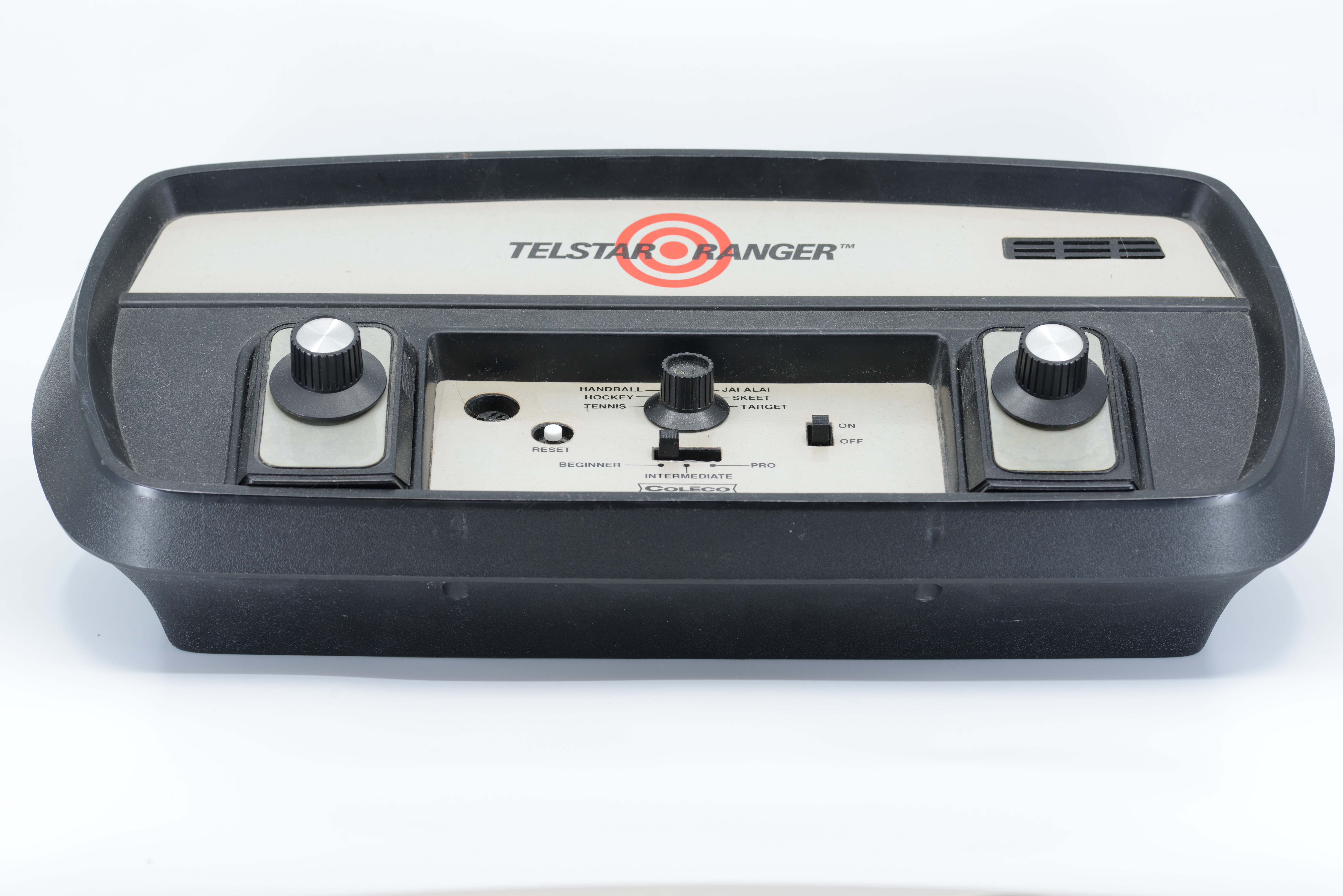
Consola Telstar Ranger

În 1977, Coleco a lansat o serie de modele noi din seria Telstar: Telstar Alpha, Telstar Colormatic, Telstar Regent, Telstar Ranger, Telstar Galaxy și Telstar Combat. Cele mai multe dintre aceste sisteme au prezentat doar schimbări minore față de modelul original Telstar, cum ar fi noi tipuri de controlere.